# GNOME Builder
GNOME Builder je svobodné integrované vývojové prostředí pro GNOME. První verze byla vydána 24. března 2015.

## Vlastnosti
- Zaměření na vývojáře GNOME aplikací[3] a integrace s ostatními vývojovými nástroji z prostředí GNOME.
- Integrovaná podpora pro GNOME Devhelp.
- Možnost použít Git pro sledování změn v kódu.
- Podpora pro vývoj aplikací ve formátu Flatpak.
- Zvýraznění syntaxe pro mnoho programovacích jazyků pomocí GtkSourceView.
- Našeptávání kódu pro jazyky založené na C (C, C++ atd.) a Python.
- Podpora doplňků, které mohou být napsány v jazycích C, Python 3 nebo Vala.[4]
- Základní podpora pro mnoho jazyků a rozšířená podpora pro jazyky, které jsou podporovány GObject Introspection.